# Aceguá (Urugwaj)
Aceguá – miasto w Urugwaju, w departamencie Cerro Largo.